# Ethos (fondation)
Pour les articles homonymes, voir Ethos (homonymie).
 (septembre 2018).
Ethos (de son nom complet Ethos – Fondation suisse pour le développement durable) est une fondation suisse pour des investissements socialement responsables qui conseille des caisses de pension. Elle a été créée en 1997 par deux caisses de pension genevoises.

## Description
La Fondation Ethos regroupe plus de 220 caisses de pension et autres institutions. Fondée en 1997 pour promouvoir l'investissement durable, elle s'engage en faveur d'un environnement économique stable et sain qui protège les intérêts de la société dans son ensemble à long terme. La Fondation Ethos est une fondation de droit suisse dont l'organe suprême est le Conseil de fondation. L'Assemblée des cofondateurs fait des recommandations au Conseil d'administration, en particulier en ce qui concerne la Charte et les Statuts.
La Fondation Ethos a créé Ethos Services pour atteindre ses objectifs. Ethos Services est spécialisée dans l'investissement socialement responsable et s'adresse principalement aux investisseurs institutionnels. Ethos Services appartient à la Fondation Ethos et à 17 de ses membres. L'Assemblée générale élit le Conseil d'administration, qui à son tour nomme et contrôle la direction. Ethos Services emploie actuellement une vingtaine de personnes dans ses bureaux à Genève (siège social) et à Zurich.
L'association Ethos Académie est ouverte aux particuliers qui souhaitent soutenir les activités d'Ethos. Cette association à but non lucratif a été lancée par la Fondation Ethos en 2012 et compte actuellement environ 200 membres. Ethos Académie mène des activités de sensibilisation dans le domaine des investissements durables. Son Conseil d'administration est composé de cinq membres, dont deux sont nommés par la Fondation Ethos et trois élus par l'Assemblée générale des membres.

## Activités
Depuis son origine, Ethos gère des fonds avec une attention particulière pour l'éthique  et la transparence. Cela l'amène à intervenir et poser des questions dérangeantes lors d'assemblées d'actionnaires. En 2005, lors de l'assemblée de la société Nestlé, Ethos s'oppose avec succès au cumul de sièges par le président. Les statuts du groupe sont modifiés pour empêcher cette concentration de pouvoir.
En 2015, Ethos s'oppose à la fusion du cimentier suisse Holcim avec Lafarge, en raison d'un risque pour l'emploi, d'une diminution des perspectives à long terme et d'un décalage des modes de gouvernances. Cependant la fusion a été accomplie et 107 emplois sont supprimés en Suisse en 2018. Lors de l'asemblée 2017, le directeur d'Ethos ayant appelé à refuser la décharge au conseil d'administration et à la direction en raison aussi de l'affaire syrienne, le score a été de 61% d'acceptation et 38% de refus.
En 2017, Ethos lance son propre indice boursier : Ethos Swiss Corporate Governance Index (ESCGI), en collaboration avec SIX Swiss Exchange, de la bourse suisse. Il tient compte de la bonne gouvernance d'entreprise. L'indice réduit la pondération des sociétés à risque.

## Charte
La Fondation Ethos recommande notamment d'exclure les investissements dans les sociétés actives dans les secteurs de l'armement, du tabac, des jeux de hasard, de la pornographie, des organismes génétiquement modifiés dans l'agrochimie, de l'énergie nucléaire, du charbon et des énergies fossiles d'origines non conventionnelles (pétrole non conventionnel et gaz de schiste),.

## Critiques
Le 18 juin 2021, des membres d'Extinction Rebellion Suisse ont fait une action directe au siège de la Fondation Ethos pour dénoncer la présence de Nestlé et de LafargeHolcim dans le portefeuille de ses membres (ces deux entreprises produisant « 240 millions de tonnes de CO2 par an, soit six fois les émissions de toute la Suisse »),,. Selon eux, ces multinationales ne correspondent pas aux critères de la Charte d'Ethos. Le directeur d'Ethos, Vincent Kauffmann, dit préférer continuer à dialoguer avec ces entreprises, précisant qu'« Ethos ne gère pas les avoirs des caisses de pension, nous formulons des recommandations, que nos membres ne suivent pas systématiquement ». Extinction Rébellion est invité à la prochaine séance du Conseil de Fondation d'Ethos de décembre 2021, afin de poursuivre les négociations à ce sujet.